# Televisión LCD

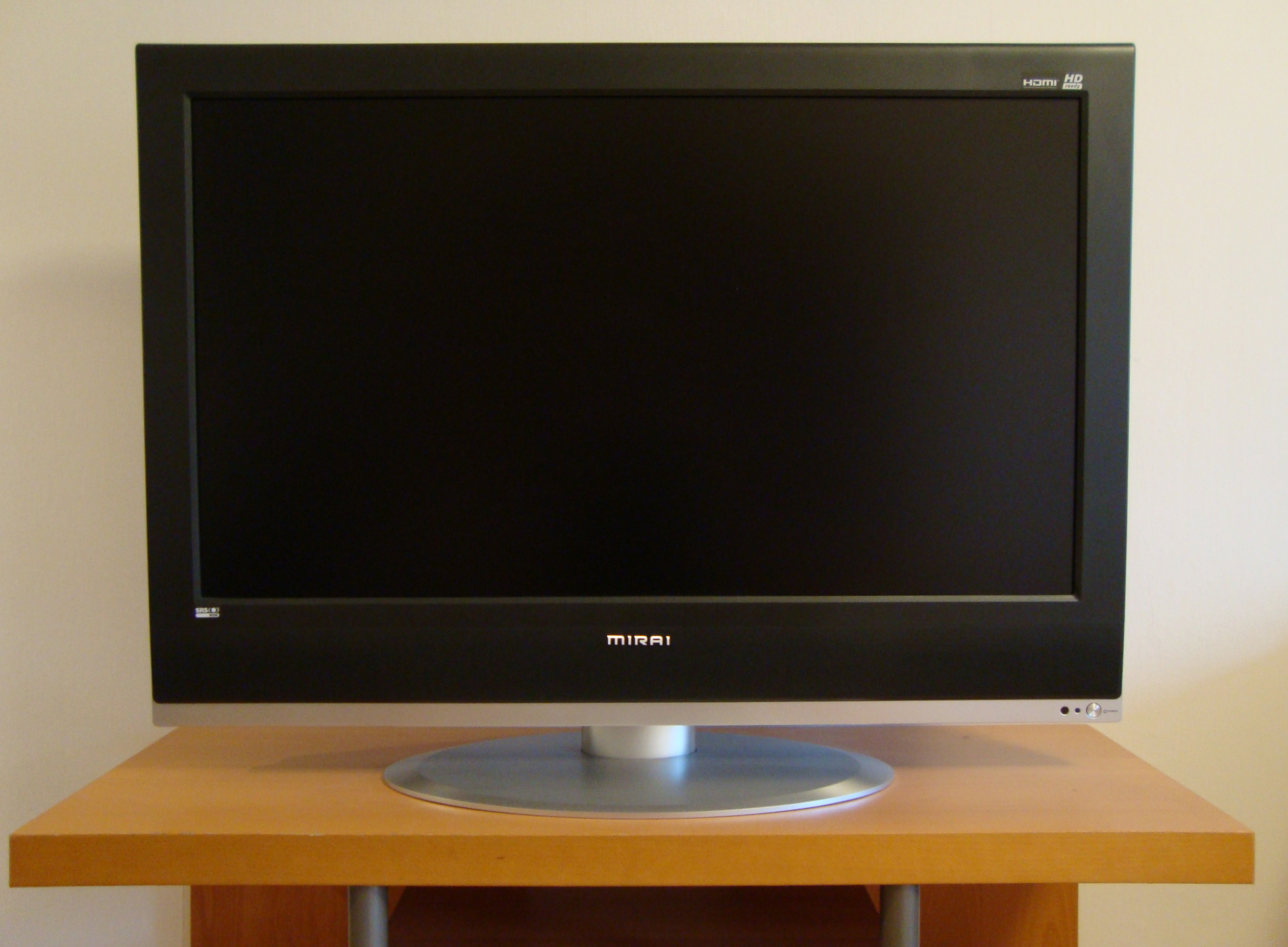
Un televisor LCD

Un televisor de pantalla de cristal líquido ( LCD TV ) es un televisor que utiliza una pantalla de cristal líquido para producir imágenes. Es, con diferencia, el tipo de pantalla de televisión más producido y vendido. Los televisores LCD son delgados y livianos, pero tienen algunas desventajas en comparación con otros tipos de pantallas, como alto consumo de energía, peor relación de contraste y gama de colores inferior.
Los televisores LCD aumentaron en popularidad en los primeros años del siglo XXI y superaron las ventas de televisores de tubo de rayos catódicos en todo el mundo a partir de finales de 2007. Las ventas de televisores CRT cayeron rápidamente después de eso, al igual que las ventas de tecnologías competitivas, como paneles de plasma y televisores de retroproyección.

## Historia

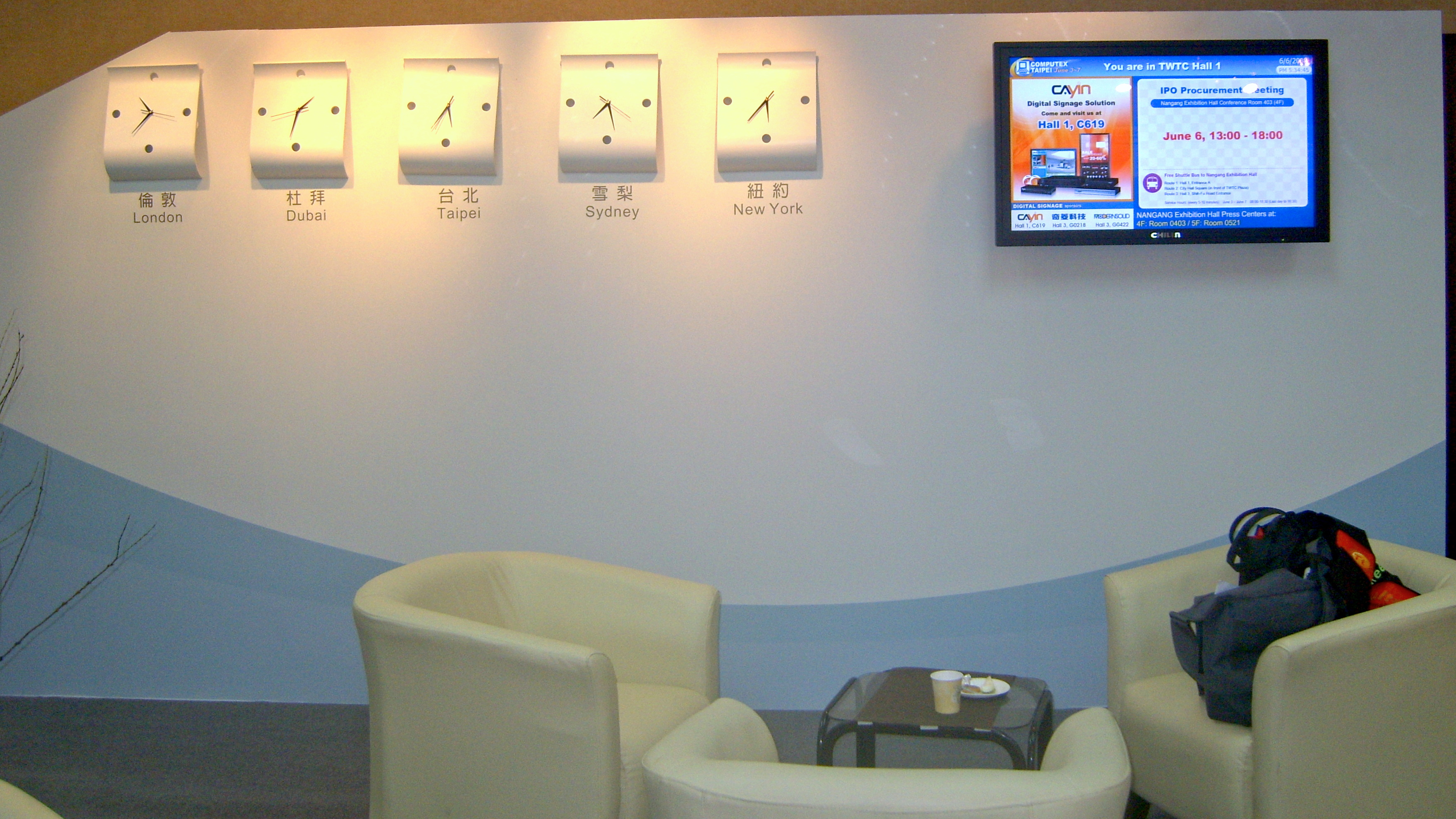
Un televisor LCD colgado en una pared en el Centro de Comercio Mundial de Taipei durante la feria Computex Taipei en 2008

### Primeros esfuerzos
Las pantallas LCD de matriz pasiva se empezaron a utilizar habitualmente como pantallas de computadoras portátiles en la década de 1980, compitiendo por cuota de mercado con las pantallas de plasma. Las pantallas LCD tenían frecuencias de actualización muy lentas que hacían borrosa la pantalla incluso cuando se desplazaba el texto, pero su peso ligero y su bajo costo eran ventajas importantes. Las pantallas que utilizan LCD reflectantes no requieren una fuente de luz interna, lo que las hace particularmente adecuadas para computadoras portátiles. Las frecuencias de actualización de los primeros dispositivos eran demasiado lentas para ser útiles para la televisión.
Los televisores portátiles fueron una aplicación objetivo para las pantallas LCD. Las pantallas LCD consumían mucha menos energía de la batería que los tubos en miniatura utilizados en los televisores portátiles de la época. En 1980, el grupo de I+D de Hattori Seiko comenzó a desarrollar televisores de bolsillo LCD en color. En 1982, Seiko Epson lanzó el primer televisor LCD, el Epson TV Watch, un pequeño televisor LCD de matriz activa que se llevaba en la muñeca. Sharp Corporation introdujo la matriz de puntos TN-LCD en 1983, y Casio presentó su televisor portátil TV-10. En 1984, Epson lanzó el ET-10, el primer televisor LCD de bolsillo a todo color. Ese mismo año Citizen Watch presentó el Citizen Pocket TV, un televisor LCD en color de 2,7 pulgadas, con la primera pantalla LCD TFT comercial.
Durante este período, los tamaños de pantalla superiores a 30" eran poco comunes, ya que estos formatos comenzaban a verse cuadrados a distancias de asientos normales cuando se veían en pantallas más grandes. Los sistemas de proyección LCD generalmente se limitaban a situaciones en las que la imagen debía ser vista por una audiencia más grande. Al mismo tiempo, las pantallas de plasma podían ofrecer fácilmente el rendimiento necesario para crear una pantalla de alta calidad, pero adolecía de un brillo bajo y un consumo de energía muy elevado. Aun así, durante este período se realizaron algunos experimentos con televisores LCD. En 1988, Sharp presentó una pantalla LCD TFT de movimiento completo, a todo color y matriz activa de 14 pulgadas. Estos se ofrecieron principalmente como artículos de alta gama y no estaban dirigidos al mercado general. Esto llevó a Japón a lanzar una industria de LCD, que desarrolló LCD de mayor tamaño, incluidos monitores de computadora TFT y televisores LCD. Epson desarrolló la tecnología de proyección 3LCD en la década de 1980 y obtuvo la licencia para su uso en proyectores en 1988. El VPJ-700 de Epson, lanzado en enero de 1989, fue el primer proyector LCD compacto y a todo color del mundo. El primer televisor montable en la pared utilizó tecnología LCD y fue presentado por Sharp Corporation en 1992.

### Toma de control del mercado
En 2006, los precios de las pantallas LCD comenzaron a caer rápidamente y sus tamaños de pantalla aumentaron, aunque los televisores de plasma mantuvieron una ligera ventaja en calidad de imagen y una ventaja de precio para los televisores de 42" y más grandes. A fines de 2006, varios vendedores ofrecían pantallas LCD de 42", aunque a un precio superior, invadiendo el único bastión del plasma. Más decisivamente, las pantallas LCD ofrecían resoluciones más altas y soporte real de 1080p, mientras que los plasmas se quedaban estancados en 720p, lo que compensaba la diferencia de precio.
Las predicciones de que los precios de las pantallas LCD caerían rápidamente durante 2007 llevaron a una actitud de "esperar y ver" en el mercado, y las ventas de todos los televisores de pantalla grande se estancaron mientras los clientes esperaban para ver si esto sucedía. Los plasmas y los LCD alcanzaron la paridad de precios en 2007, siendo la mayor resolución del LCD un "punto ganador" para muchas ventas. A finales de 2007, estaba claro que los plasmas perderían terreno frente a los LCD durante la crítica temporada de ventas navideñas. Esto se produjo a pesar de que los plasmas seguían ofreciendo una ventaja en cuanto a calidad de imagen, pero como señaló el presidente de Chunghwa Picture Tubes después de cerrar su línea de producción de plasma, "(g)lobalmente, muchas empresas, muchas inversiones, tanta gente ha estado trabajando en esta área, en este producto. Así que pueden mejorar tan rápidamente".
Cuando finalmente se contaron las cifras de ventas de la temporada navideña de 2007, los analistas se sorprendieron al descubrir que los televisores LCD habían superado en ventas a los televisores de plasma y CRT. Este desarrollo expulsó del mercado a los sistemas de pantalla grande de la competencia casi de la noche a la mañana. El plasma había superado a los sistemas de retroproyección en 2005. Lo mismo ocurrió con los CRT, que duraron sólo unos meses más; Sony cerró la última planta en marzo de 2008. El anuncio de febrero de 2009 de que Pioneer Electronics iba a poner fin a la producción de pantallas de plasma también fue considerado ampliamente como un punto de inflexión en la historia de esa tecnología.
El dominio de las pantallas LCD en el mercado de la televisión se aceleró rápidamente. Era la única tecnología que podía escalar tanto hacia arriba como hacia abajo en tamaño, cubriendo tanto el mercado de alta gama para pantallas grandes en el rango de 40 a 50", como a los clientes que buscaban reemplazar sus televisores CRT más pequeños existentes en el rango de 14 a 30". La construcción en estas amplias escalas hizo bajar rápidamente los precios en todos los ámbitos.
En 2008, los envíos de televisores LCD aumentaron un 33 por ciento interanual en comparación con 2007, alcanzando las 105 millones de unidades. En 2009, los envíos de televisores LCD aumentaron a 146 millones de unidades (69% del total de 211 millones de envíos de televisores). En 2010, los envíos de televisores LCD alcanzaron los 187,9 millones de unidades (de un total estimado de 247 millones de envíos de televisores).
A lo largo de la década se siguieron lanzando pantallas de mayor tamaño:
- En octubre de 2004, Sharp anunció la fabricación exitosa de un panel de 65".
- En marzo de 2005, Samsung anunció un panel LCD de 82".[18]
- En agosto de 2006, LG. Philips LCD anunció un televisor LCD de 100"[19]
- En enero de 2007, Sharp presentó un panel LCD de 108" bajo la marca AQUOS en el CES de Las Vegas.[20]

### Sistemas en competencia
A pesar del predominio de las pantallas LCD en el campo de la televisión, se siguieron desarrollando otras tecnologías para solucionar sus deficiencias. Mientras que las pantallas LCD producen una imagen al bloquear selectivamente la luz de fondo, las tecnologías de LED orgánicos, microLED, pantallas de emisión de campo y pantallas de emisores de electrones por conducción superficial producen una imagen iluminada directamente. En comparación con las pantallas LCD, todas estas tecnologías ofrecen mejores ángulos de visión, una relación de brillo y contraste mucho mayor (hasta 5.000.000:1) y una mejor saturación y precisión del color. Además, consumen menos energía y, en teoría, son menos complejos y menos costosos de construir.
Sin embargo, fabricar estas pantallas resultó ser más difícil de lo que se pensaba originalmente. Sony abandonó su proyecto de pantalla de emisión de campo en marzo de 2009, pero continuó trabajando en televisores OLED. Canon continuó desarrollando su tecnología de pantalla con emisor de electrones por conducción de superficie, pero anunció que no intentaría introducir equipos en el mercado en el futuro cercano.
Samsung anunció que 14.1 y 31 Los televisores OLED de 20 pulgadas se mostraron "listos para producción" en la feria comercial SID 2009 en San Antonio.